# Джаны-Талап (Нарынская область)
Джаны-Талап (кирг. Жаңы-Талап) — село в Ак-Талинском районе Нарынской области Кыргызстана. Административный центр и единственный населённый пункт Джаны-Талапского аильного округа. Код СОАТЕ — 41704 210 825 01 0.

## География
Село расположено в центральной части области, на правом берегу реки Куртка, к северу от реки Нарын, на расстоянии приблизительно 20 километров (по прямой) к северо-северо-востоку (NNE) от села Баетово, административного центра района. Абсолютная высота — 1788 метров над уровнем моря.

## Население
| год     | 2009 | 2014 | 2015 |
| ------- | ---- | ---- | ---- |
| человек | 2014 | 2426 | 2472 |